# Stazione di Civitavecchia Marittima (2000)
La stazione di Civitavecchia Marittima è stata una stazione ferroviaria posta lungo la linea Civitavecchia-Civitavecchia Marittima e situata nel porto storico di Civitavecchia, nei pressi della sede Port Mobility. Era una stazione di interscambio tra treno e traghetto e di imbarco dei rotabili ferroviari per il collegamento della rete ferroviaria del Lazio alla Sardegna.

## Storia
Dopo la soppressione del vecchio impianto, nel 29 gennaio 2000, la stazione marittima fu spostata nelle immediate vicinanza delle invasature in un edificio in mattoni, oggi adibita a un bar (già esistente all'epoca), dove risiedeva il dirigente di movimento nello stesso anno venne aperto il nuovo raccordo all'altezza dei moli più a nord del porto a causa dell'aumento del traffico automobilistico e ferroviario, la convivenza divenne sempre più difficile, con gravi ripercussioni sul normale esercizio dei treni. La stazione continuò il suo esercizio nel 2009 a seguito alla cessazione del traghettamento merci per la Sardegna.
Nel 2015 sono iniziati i lavori per la demolizione del ponte mobile ferroviario, ponte mobile per l'imbarco di mezzi su gomma e la rimozione delle rotaie nell'area del porto.
Il 28 maggio 2018 iniziarono i lavori di smantellamento del ponte di imbarco dei traghetti, terminati ad agosto dello stesso anno.

## Strutture e impianti
Lo scalo marittimo di Civitavecchia costituiva il capolinea del nuovo tracciato della ferrovia Civitavecchia-Civitavecchia Marittima, in sostituzione del tracciato storico chiuso nel 29 gennaio 2000. Il porto è distante poche centinaia di metri in linea d'aria dal fabbricato viaggiatori della vicina stazione di Civitavecchia, ed il collegamento ferroviario tra quest'ultima e Civitavecchia Marittima era permesso dal quarto binario della stazione centrale, per l'imbarco dei carri merci il binario era collegato direttamente all'invasature dei traghetti.
Dal punto di vista infrastrutturale il porto era attraversato da vari binari, di cui, fino al 2005, due terminanti dinanzi all'invasatura più a nord delle due realizzate dalle FS, l'unica ancora attrezzata per il carico e lo scarico dei carri sui traghetti ferroviari del gruppo. Essa fu smantellata nel 2018 dopo nove anni dalla soppressione del traghettamento. Di questi binari uno termina sul pontile mobile della banchina, mentre l'altro, che si dirama dal primo, è stato smantellato nel 2005. Ulteriori tre binari terminano a fianco alle ex invasature delle Ferrovie dello Stato: tra il 2015 e il 2018, l'invasatura d'imbarco e i binari nel porto sono stati smantellati. All'altezza dell'ex scalo ferroviario, sostituito dalla nuova stazione marittima del Roma Express posta a nord da quest'ultima, il nuovo tracciato era collegato direttamente per raggiungere la stazione centrale, utilizzato per la sosta dei rotabili in attesa di essere inviati oltre Tirreno o negli altri scali laziali.

## Movimento
La stazione era servita solo per il trasporto merci con i traghetti provenienti da/per Golfo Aranci dal 2000 al 2009. Non effettuava servizio viaggiatori poiché era stato soppresso nel 2001.

## Film
Nel 2002 la stazione è apparsa nelle scene finali del film-documentario L'ultima corsa del regista cagliaritano Enrico Pitzianti, dove viene documentata l'ultima partenza della nave dalla Sardegna verso la penisola. Le scene "girate" nella stazione sono quelle in cui i marittimi firmano per la cassa integrazione.